# 타부 (드라마)
《타부》(영어: Taboo)는 2017년부터 현재까지 방영된 영국의 드라마이다.
톰 하디(Tom Hardy)가 주연하고 리들리 스콧(Ridley Scott)이 제작에 참여하였다.